# Suzanne Girault
Pour les articles homonymes, voir Girault.
Pour les articles ayant des titres homophones, voir Suzanne Girod et Suzanne Giraud.
Suzanne Girault, née Suzanne Depollier le 28 juillet 1882 à La Chaux-de-Fonds et morte le 20 septembre 1973 dans le 17e arrondissement de Paris, est une femme politique française. 
Elle a été, avec Albert Treint, l'un des principaux dirigeants du jeune Parti communiste français entre 1923 et 1926.

## Biographie
De son vrai nom Suzanne Depollier, Suzanne Girault était restée quatorze ans à Odessa (Empire russe, actuelle Ukraine), avant la Première Guerre mondiale, pour y enseigner le français. Elle a deux enfants, une fille et un garçon en 1903 et 1905. 
Elle est à Kiev au début de la révolution russe. On ne sait pas exactement comment elle a été gagnée à la cause du communisme. Elle adhère à un petit groupe de communistes français à Moscou et sert comme interprète au cours du second congrès du Komintern en 1920. Elle est ensuite employée par la Tchéka (ancêtre du Guépéou). 
Rentrée en France, elle devient l'une des principales dirigeantes de la fédération de la Seine de la Section française de l'Internationale communiste (SFIC) et entre au bureau politique du Parti en 1923 jusqu'en 1925. Partisane de Zinoviev contre Trotski, elle appartient au sein du parti français à la même tendance qu'Albert Treint, avec qui elle assurera la direction du parti à partir de l'été 1924.
Elle figure parmi les candidates communistes aux élections municipales de 1925, à Paris, dont au moins sept seront élues.
Après la fusillade de la rue Damrémont, en 1925, une perquisition menée à son domicile montre que c'est notamment par elle que transitent les fonds du Komintern vers la SFIC. Fidèle à Zinoviev contre Staline et confiant ouvertement son hostilité à Staline à Manouilsky, dirigeant du Komintern chargé notamment de suivre la France, elle est évincée de la direction du PCF dans les derniers jours de 1925. 
À la même date, elle est condamnée avec Pierre Semard à treize mois de prison pour propagande antimilitariste à l'occasion de la guerre du Rif.
Elle est signataire en 1927 d'un appel au XIVe congrès du parti russe pour demander la réintégration des oppositionnels et l'instauration d'un véritable centralisme démocratique, ce qui lui vaut d'être exclue du parti en 1928, en même temps que Treint. 
Après une brève expérience à l'Unité léniniste, avec Treint, elle est réintégrée au parti en juin 1930 et est affectée à divers petits postes de permanent, alors que son compagnon Léon Sauvage, de qui elle a eu une fille en 1925, devient adjoint d'Émile Dutilleul comme administrateur de L'Humanité.
Pendant la drôle de guerre, elle est arrêtée par la police à son domicile parisien en avril 1940. S'est-elle évadée, comme son fils Léon ? On ne sait pas grand-chose de son activité pendant la guerre. Philippe Robrieux émet l'hypothèse selon laquelle elle aurait travaillé avec Pierre Villon au mouvement de résistance Front national. Le même historien rapporte également qu'elle aurait pu rester liée aux services soviétiques sur une période assez longue. 
Après la guerre, elle est sénatrice communiste du département de la  Seine de 1946 à 1958. 
Elle est nommée secrétaire du Conseil de la République les 9 janvier 1951, 8 janvier 1952 et 5 juin 1952,,
Son fils Léon, était rentré de déportation, invalide à 100 %. Sa fille Jeanne a épousé le journaliste Georges Altman. Sa petite fille, Irène Allier, a été journaliste au Nouvel Observateur.

## Sources
- Philippe Robrieux, Histoire intérieure du parti communiste, T1 et T4, Fayard.
- Article de Jean Maitron et Claude Pennetier in Dictionnaire biographique du mouvement ouvrier français.
- Marcel Body, Un ouvrier limousin au cœur de la révolution russe, Spartacus, 1986.